# Musée Blanche Hoschedé-Monet
Le musée Blanche Hoschedé-Monet est le musée municipal de la ville de Vernon. Il est labellisé « Musée de France ».

## Historique du musée
Le musée est créé en 1862 par le conseil municipal à la suite de la donation de plus de 2 000 spécimens d'oiseaux naturalisés et de coléoptères, accompagnés d'une importante documentation et carnets scientifiques du collectionneur François de Brécourt.
Installé dans l'hôtel de ville, le musée est, en 1966, baptisé du nom de l'archéologue et conservateur qui s'est occupé du musée et de ses collections entre 1922 et 1966, Alphonse-Georges Poulain. Il est déménagé en 1983 dans l'ancien hôtel particulier de la famille Le Moine de Belle-Isle, datant du XVe siècle. Notamment, l'immeuble Benac, donnant sur la rue Carnot, est partiellement inscrit au titre des monuments historiques.
Mettant à l'honneur la création impressionniste sur la Seine aux portes de l’Eure et de la Normandie, de Claude Monet à Pierre Bonnard, le musée est rebaptisé musée Blanche Hoschedé-Monet en 2024, du nom de la belle-fille de Claude Monet, qui créa ses toiles dans le village voisin de Giverny.

## Collections
Le musée d'histoire naturelle s'est progressivement enrichi d'œuvres des artistes de son territoire, Claude Monet lui-même et son fils Michel ont offert deux tableaux du maître de l'impressionnisme au musée.
Les artistes de la colonie américaine ont également été très généreux. En 1925, Theodore Earl Butler, gendre de Monet, donne au musée une de ses œuvres Bord de l'Epte. Mary Fairchild-MacMonnies, qui a vécu avec son époux Frederick MacMonnies à Giverny au domaine du Moutiers entre 1890 et 1914, était considérée comme la cheffe de file de cette colonie d'artistes. Artiste reconnue, en France et aux États-Unis, elle a incité de nombreux amis à se rendre à Giverny. Elle a fait don au musée d’une représentation de son jardin, Un coin de parc par temps de neige.
Le musée Blanche Hoschedé-Monet est ainsi le seul musée du département de l'Eure à présenter des œuvres originales de Claude Monet, à présenter la plus importante collection d'œuvres signées Blanche Hoschedé-Monet, et le seul musée français à exposer un ensemble significatif d'œuvres de la colonie de Giverny (les précités ainsi que Will Hicok Low, Dawson-Watson, Vaclav Radimsky…).
Y est exposée une collection de paysages du val de Seine et des grands sites naturels de Normandie, signés par les artistes de la famille Hoschedé-Monet-Butler et les artistes américains et étrangers de la colonie de Giverny.

### La colonie d'artistes de Giverny
Autour de la figure tutélaire de Claude Monet de nombreux artistes s’installent à Giverny. L’histoire des collections du musée de Vernon est étroitement liée à ces artistes. En effet, plusieurs œuvres exposées au musée ont été offertes par les artistes eux-mêmes : en 1925, Claude Monet offre Les Nymphéas, étonnante variation en tondo de ce motif emblématique de Giverny. En 1964, Michel Monet fait don, en mémoire de son épouse, d’une œuvre de Claude Monet : Falaise à Pourville, effet de soleil couchant (1896).
La visite conjointe du musée de Vernon et du village de Giverny permet de comprendre l’importance de ces paysages dans l'histoire de la peinture au tournant des XIXe et XXe siècles.

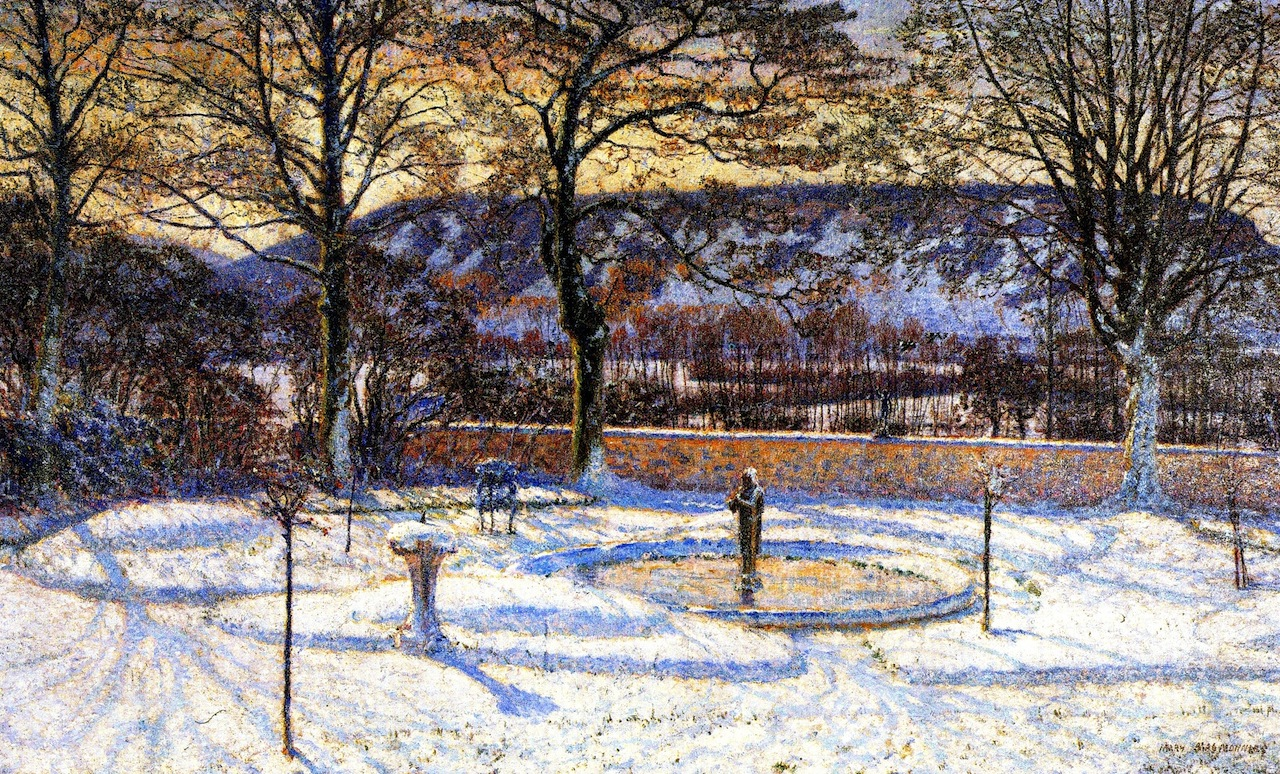
Mary Fairchild Mac Monnies - Coin de Jardin en hiver.

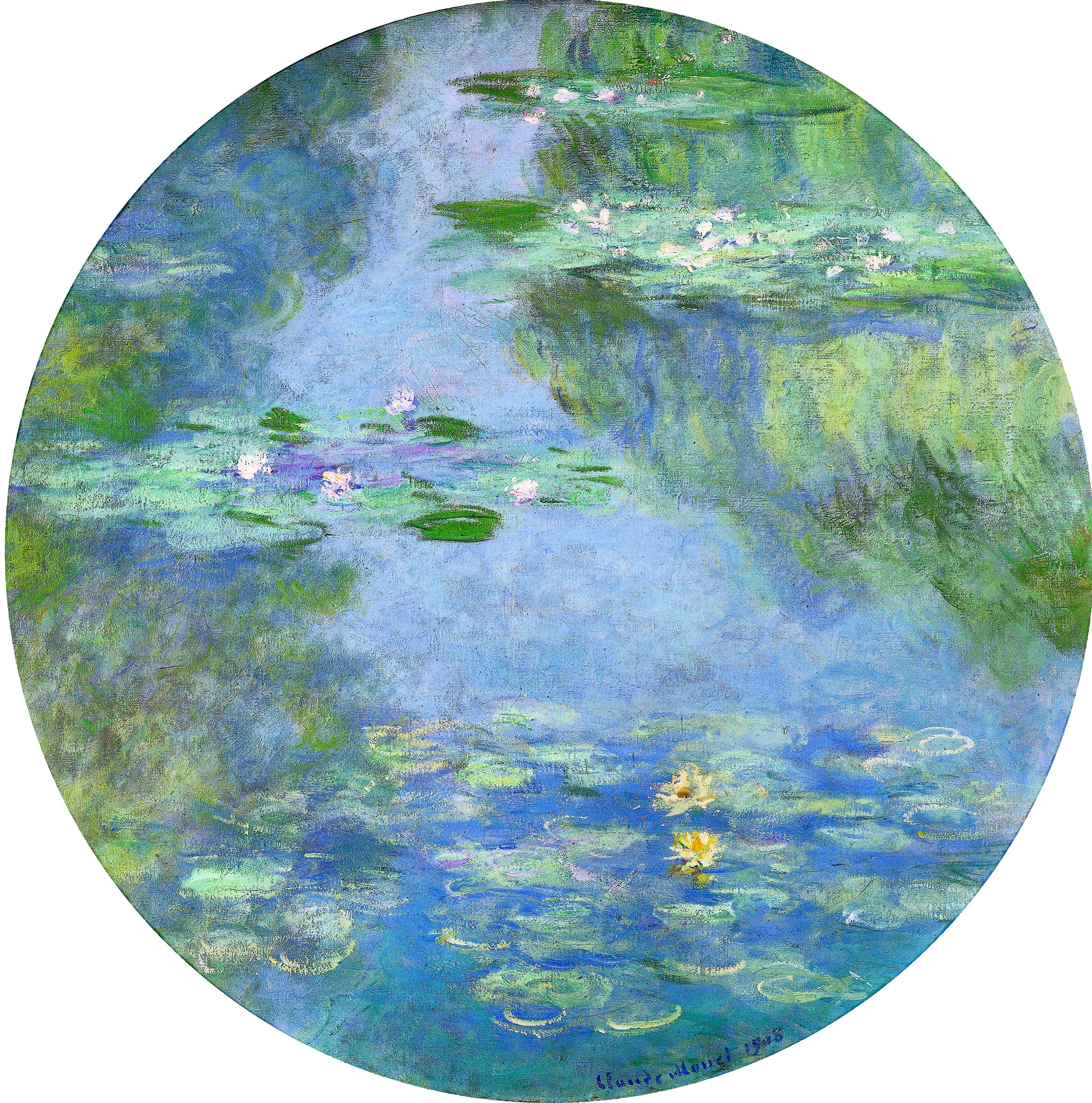
Claude Monet - Les Nymphéas - 1908.

### Pierre Bonnard à Vernonnet
Pierre Bonnard a vécu à Vernonnet, hameau de Vernon situé sur la rive droite du fleuve, entre 1912 et 1938. Sa présence dans l'Eure a parfois été occultée par celle de son illustre ami et voisin Claude Monet. Le musée présente deux paysages réalisées par Bonnard sur les bords de Seine. Le musée conserve par ailleurs des œuvres signées Maurice Denis et Félix Vallotton (Château-Gaillard aux Andelys).

### L'art animalier
Le musée se distingue également par sa collection unique d’art animalier, bénéficiant de dépôts prestigieux du musée du Louvre et d’Orsay. Les œuvres de Rembrandt Bugatti, César, Paul Jouve, Jacques Nam, François Pompon, Roger Godchaux illustrent une histoire artistique et scientifique de la conservation du patrimoine naturel depuis l’ère industrielle.
Lieu de découverte et d’émerveillement, le musée Blanche Hoschedé-Monet invite régulièrement des artistes contemporains à dialoguer avec les collections patrimoniales orientées vers les représentations de la nature, pour se penser parmi le Vivant.

### La collection Théophile-Alexandre Steinlen
Grâce à la donation consentie à la ville de Vernon par la veuve du collectionneur et ami de Steinlen Yvan Lamberty, le musée Blanche Hoschedé-Monet dispose d'un des plus importants fonds d'œuvres de Théophile-Alexandre Steinlen, artiste de Montmartre et du Chat noir.